# Aïs-majeur
Aïs-majeur of Aïs-groot (afkorting: Aïs) is een toonsoort met als grondtoon aïs.

## Toonladder
De voortekening telt tien kruisen: dis, aïs, eïs en bis en fisis en cisis en gisis. Het is de parallelle toonaard van fisis-mineur. De enharmonisch gelijke toonaard van Aïs-majeur is Bes-majeur.